# حسين محمد فرح عيديد
حسين محمد فرح عيديد (بالصومالية:Xuseen Maxamed Faarax Caydiid) (بالإنجليزية:Hussein Mohamed Farrah Aidid) ، من مواليد 16 أغسطس 1966م، هو مواطن أمريكي من أصل صومالي ، وهو ابن الجنرال في الصومال محمد فرح عيديد الذي عمل رئيسا لمؤتمر الصومالي الموحد والذي قاد الحرب بالانقلاب على محمد سياد بري .

## حياته
ولد حسين محمد فرح عيديد في محافظة مدج ونشأ في بلد وين الصومالية بتاريخ 16 أغسطس سنة 1966م، وهو ابن رئيس المؤتمر الصومالي الموحد الراحل محمد فرح عيديد ،  ، ولقبه الصوماليون «ابن عيديد»  ، انتقل حسين إلى الولايات المتحدة الأمريكية وعمره 17 عاماً،  ، وتخرج من ثانوية كوفينا في كوفينا بولاية كاليفورنيا سنة 1981م .

## الخدمة العسكرية
في شهر أبريل سنة 1987 أنضم حسين عيديد إلى البحرية الأمريكية ، وتدرب فيها، وعمل في بيكو ريفيرا بولاية كاليفورنيا، ثم تدرج إلى أن أصبح برتبة رقيب وانهى الخدمة العسكرية عام 1995م حاصدا ميداليتين ، ومن ثم أصبح عضوا في الحزب الجمهوري حتى ترك منصبه السياسي كأمريكي.

## مشاركاته في الحروب
شارك حسين عيديد في الحروب وكسب خبرته العسكرية وهي :
- حرب الخليج.
- معركة مقديشو